# Cyclosa ipilea
Cyclosa ipilea là một loài nhện trong họ Araneidae.
Loài này thuộc chi Cyclosa. Cyclosa ipilea được Alberto Barrion & James A. Litsinger miêu tả năm 1995.